# Lijst van voetbalinterlands Bosnië en Herzegovina - Marokko (vrouwen)
Deze lijst van voetbalinterlands is een overzicht van alle officiële voetbalinterlands tussen de nationale vrouwenteams van Bosnië en Herzegovina en Marokko. De landen hebben tot nu toe één keer tegen elkaar gespeeld.

## Wedstrijden
| № | Plaats | Datum            | Competitie        | Wedstrijd                       | Uitslag |
| - | ------ | ---------------- | ----------------- | ------------------------------- | ------- |
| 1 | Ilıca  | 21 februari 2023 | Vriendschappelijk | Marokko − Bosnië en Herzegovina | 2 − 0   |

## Samenvatting
| Competitie        | Totaal gespeeld | Winst Bosnië en Herzegovina | Gelijk | Winst Marokko | Doelsaldo Bosnië en Herzegovina – Marokko |
| ----------------- | --------------- | --------------------------- | ------ | ------------- | ----------------------------------------- |
| Vriendschappelijk | 1               | 0                           | 0      | 1             | 0 − 2                                     |
| Totaal            | 1               | 0                           | 0      | 1             | 0 − 2                                     |

N/FS BiH · A-internationals · Bosnisch mannenelftal
1997 – 2009 · 2010 – 2019 · 2020 – 2029
Albanië ·
Armenië ·
Azerbeidzjan ·
België ·
Bulgarije ·
Costa Rica ·
Denemarken ·
Engeland ·
Estland ·
Faeröer ·
Filipijnen ·
Georgië ·
Griekenland ·
Hongarije ·
Ierland ·
Israël ·
Italië ·
Jordanië ·
Kazachstan ·
Kroatië ·
Letland ·
Malta ·
Marokko ·
Montenegro ·
Noord-Ierland ·
Noord-Macedonië ·
Oekraïne ·
Polen ·
Portugal ·
Roemenië ·
Rusland ·
Schotland ·
Servië ·
Slovenië ·
Slowakije ·
Tsjechië ·
Turkije ·
Wales ·
Wit-Rusland ·
Zweden